# 関東鉄道キハ0形気動車
関東鉄道キハ0形気動車（かんとうてつどうキハ0がたきどうしゃ）は、関東鉄道が1982年以降に運用している通勤型気動車である。
国鉄キハ20系気動車の機器を流用した車両で、国鉄の気動車の機器を流用したキハ310形と同様の手法で製造されたが、キハ310形とは異なり、車歴上では新製として扱われている。
本形式は奇数番号と偶数番号の車両を固定式連結器で連結、運行開始当初から常総線で初めて2両固定編成として導入された。以降、完全新造車を含め新造の2両固定編成は、キハ2300形2309・2310まで導入が続いている。

## 車両概説
本節では、登場当時の仕様を記述する。
キハ0形は全長20,000mmの全金属製車体で、全幅は2,884mmである。キハ310と異なり、側面の雨樋については縦樋が車体に埋め込まれている。
本形式は奇数番号と偶数番号の車両を固定式連結器で連結した2両固定編成とし、常総線の車両としては初めて連結面に貫通幌が設置された。関東鉄道では本形式を「ユニット車両」と呼称している。
正面は貫通扉付正面3枚窓であるが、前照灯を前面窓の下に配置し、正面貫通扉の上部にはキハ900形以来となる方向幕が装備された。側面には扉を3箇所に配置しており、3つとも両開き扉となっているが、扉の窓はキハ310よりも大型化された。車内の座席配置はロングシートである。

## 運用
1982年7月に常総線の南守谷までの区間で複線化が完成した際に、キハ001・キハ002の2両が登場した。1983年12月にはキハ003からキハ006までの4両が増備された。さらに1984年12月にはキハ007・キハ008の2両が増備された。
1996年（平成8年）に冷房化され、エンジンがキハ2100形と同じDMF13HZに換装されている。
2021年6月19・20日開催の「ありがとうキハ007・008号 乗車会&撮影会」をもって、キハ007・008が定期運用から離脱。
2021年12月4・5日開催の「ありがとうキハ005・006号 乗車会＆撮影会」をもってキハ005・006が定期運用から離脱。